# حامد بن عقيل
حامد بن عبد الهادي بن عقيل، شاعر وناقد وروائي سعودي. ولد ببني سعد جنوب الطائف في 21 يوليو 1974م. صدر له عدد من المؤلفات الأدبية من أبرزها رواية  «الرواقي».

## حياته
- سبق له العمل معلماً في التعليم الثانوي لثلاثة أعوام، ثم رئيساً لقسم اللغة العربية بإدارة التطوير التربوي بجدة لعامين، ثم عضواً في مشروع مكتب التربية العربي لدول الخليج ضمن مشروع المنهج الخليجي الموحد. كما ترأس عدد من اللجان التربوية، وسبق له أن ترأس فريق تدريب أعضاء تعليم بمدينة ينبع على مشروع الاختبارات التحصيلية.
- يعمل في إدارة الإشراف التربوي بتعليم مدينة جدة.

## مشوار
بدأ النشر في صحيفة اليوم السعودية عام 1993م ثم صحيفة عكاظ، ليتوالى نشره لنصوصه في عدد من الصحف والدوريات والمجلات العربية. كتب مقالة أسبوعية بصحيفة شمس عام 2007م، ثم تحول لنشر مقالاته الإلكترونيا من خلال صحيفة إيلاف. أصدر عام 2005م مجلة أدبية بعنوان (جهات) من القاهرة بالمشاركة مع الشاعر المصري أحمد محجوب، وهي المجلة التي أصدرت الديوان الشعري الرابع (موقف الرمال موقف الجناس) للشاعر محمد الثبيتي عام 2006م قبل أن تتوقف عن الصدور في ذات العام. اشترك مع الشاعر خلف علي الخلف والقاصة سوزان خواتمي في تأسيس دار جدار للثقافة والنشر نهاية العام الميلادي 2008 بمدينة الإسكندرية. شارك بالعديد من الأمسيات والمهرجانات الأدبية والشعرية داخل المملكة العربية السعودية وخارجها. يشارك حالياً في تحرير جريدة جدار الإلكترونية.

## مؤلفاته
- قصيدتان للمغنّي / مرثيتان توغلان في دمي: شِعر – دار الجديد – بيروت – 1999م.
- يوم الرّب العظيم: شعر – دار الحداثة – بيروت – 2005م.
- فقه الفوضى: دراسة نقدية تأويلية في رواية «الفردوس اليباب»، طبعتان: الطبعة الأولى: دار شرقيات – القاهرة – 2005م - الطبعة الثانية: دار الكنوز الأدبية – بيروت – 2006م.
- سيرة افتراضية – مسيح: دار الكنوز الأدبية – بيروت – 2006م.
- سيرة افتراضية – سبينوزا: دار الكنوز الأدبية – بيروت – 2007م.
- يجرد فوضاه: شعر – دار الجمل – بيروت – 2008م.
- سيرة افتراضية – أماديوس: نادي حائل الأدبي – 2009م.
- يجرد فوضاه: شعر – دار الجمل – بيروت – 2008م.[4]
- عصر القارئ: مدخل لدراسة التأويلية وتطبيقات نقدية على نظريات التلقي - طوى للإعلام والنشر – لندن – 2009م.
- إله التدمير: دراسة نفسية تأويلية في «الإرهابي20» لعبد الله ثابت. طوى للإعلام والنشر – لندن – 2009م.[5]
- الرواقي: رواية – دار جدار – الإسكندرية – 2010م.[6] وهي أول رواية سعودية تُترجم إلى اللغة اليونانية (2024م).[2]
- ممحاة العدم: دراسات سيميائية في الأدب العماني الحديث. 2023م.[7]
- جمهورية أهْرِيمان (رواية). 2023م.[8]

## قراءات حول شعره
- كتب الناقد اللبناني وفيق غريزي في صحيفة اللواء اللبنانية عن المجموعة الشعرية الأولى عام 1999م أنها (انطلقت من الأرضي المحسوس، إلى السماوي اللامرئي إلا بعين الروح والخيال، حاملة معها كل عذابات وهموم الواقع. وكل المعاناة العشقية فصاغتها كلمات تنبض بالمشاعر والأحاسيس الصادقة، والشفافة، وضعت ساكبها في مواجهة العصر، مع غيره من الشعراء الذين يستحلون لقب شعراء).
- كتب الناقد المصري جمال سعد محمد عن المجموعة الشعرية الثانية (اهتم حامد بن عقيل في ديوانه «يوم الرب العظيم» بانتشار النص علي بياض الورقة بكلماته ومساحاته وعلامات الترقيم فيه، هذا الاهتمام لا يذهب إلي تنزيل الكتابة في حقل متقدم من حقول التجريب والتحديث فحسب، وإنما يذهب أيضاً إلي توزيع البياض والسواد توزيعاً منسجماً في البني العميقة يحمل الكثير من الدلالات، لذلك فمن الصعب إغفال هذا الجانب أو التقليل من قيمته).
- كتبت الناقدة السعودية خلود الحارثي ـ بـ جريدة الوطن السعودية عن المجموعة الشعرية الثانية (نقف مع نهاية هذه المجموعة على تجربة شعرية فلسفية تغوص في أعماق النفس الإنسانية كي تبصّرها بالمستقبل، وتبشرها بما قد يكون فيه من خير، وتنذر من مصائر قد لا تتفق وتطلعات الإنسان المستبشر إلى الغد).